# Moondog
Moondog, pseudonimo di Louis Thomas Hardin (Marysville, 26 maggio 1916 – Münster, 8 settembre 1999), è stato un musicista statunitense.

## Biografia
Noto con lo pseudonimo di Moondog, è stato compositore e musicista nonostante fosse cieco. Fu anche poeta e inventore di svariati strumenti musicali.
Il pubblico ha iniziato ad apprezzare la portata dei molteplici talenti di Moondog solo negli ultimi decenni della vita dell'artista, principalmente a causa del suo ostinato rifiuto di indossare qualcosa di diverso dai propri vestiti fatti in casa, rifiuto del tutto basato su una personale interpretazione del mito norreno del dio Odino. Era noto per gran parte della sua vita come "Il Vichingo della 6ª Avenue."

### Primi anni
Nato a Marysville, nel Kansas, cominciò a suonare una batteria di tamburi costruita con una scatola di cartone all'età di cinque anni.
Louis Hardin perse la vista in seguito a un incidente in campagna all'età di sedici anni. Dopo aver appreso i rudimenti della musica in diverse scuole per ragazzi non vedenti sparse per gli Stati Uniti, imparò autonomamente i principi della musicalità e della composizione. Sostanzialmente autodidatta, studiò anche con Burnet Tuthill e nella Iowa School for the Blind. Sviluppò progressivamente un particolare interesse per la musica dei nativi americani.

### Musicista di strada

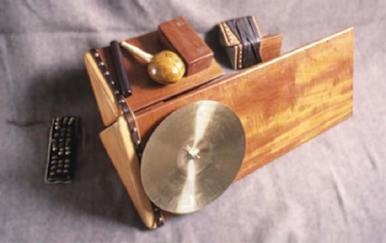
La trimba, strumento a percussioni di Moondog

Dalla fine degli anni quaranta fino al 1974, Moondog visse come musicista e poeta di strada, a New York, esibendosi il più delle volte all'incrocio fra la 53° Strada e la 6° Avenue a Manhattan. In aggiunta alla sua attività di musicista e poeta, era noto anche per la caratteristica tenuta da vichingo che esibiva, con tanto di elmo e corna. In quegli anni si manteneva parzialmente vendendo copie delle sue poesie e dei suoi saggi filosofico-musicali. Dal momento che la sua postazione era accanto a un famoso Nightclub della 52° Strada, Moondog aveva un nutrito seguito di fan ed era conosciuto dai musicisti jazz.
La sua musica traeva ispirazione dai suoni della strada, come la metropolitana o il corno da nebbia. Era musica improntata alla semplicità, ma caratterizzata da quello che lui chiamava "snaketime", descritto come "un ritmo scivoloso, in tempi non consueti. [...] Non ho intenzione di morire in 4/4!"
L'opera di Moondog attirò presto l'attenzione di Artur Rodziński, il direttore della New York Philharmonic, negli anni '40. Egli ne produsse diversi 78 e 45 giri, e un EP, negli anni cinquanta, e anche alcuni LP per diverse importanti etichette discografiche di musica jazz, compreso una strana raccolta di fiabe per bambini realizzata in collaborazione con l'attrice Julie Andrews, nel 1957.
Per dieci anni non si ebbero altri album di Moondog, finché il produttore James William Guercio lo portò in studio per incidere un album per la Columbia Records, nel 1969. Il pezzo Stamping Ground, con il bizzarro preambolo di Moondog che recita uno dei suoi epigrammi, fu incluso nel doppio album Fill Your Head with Rock (CBS, 1970). La musica del brano Bird's Lament (In memory of Charlie Parker) fu in seguito campionata da Mr. Scruff che la usò come base per la sua Get a Move On.
In un secondo album prodotto da Guercio, la figlia di Moondog compariva in veste di cantante. L'album conteneva canzoni fatte di canoni e ritornelli. Questo lavoro non impressionò il pubblico quanto il primo. I due album prodotti dalla CBS furono in seguito ri-editi in un singolo CD nel 1989.

### Invenzioni
Costantemente alla ricerca di nuove sonorità, Moondog inventò una quantità di strumenti musicali, inclusi una piccola arpa triangolare chiamata "Oo", un'altra che chiamò "Ooo-ya-tsu", e (forse il suo più noto) la "Trimba", uno strumento a percussione, sempre di forma triangolare, che il compositore ideò verso la fine degli anni '40. L'esemplare originale è tutt'oggi utilizzato dall'amico di Moondog Stefan Lakatos, un percussionista svedese, a cui Moondog spiegò anche la procedura per costruirne altri.

### Germania
Moondog aveva una visione idealizzata della Germania ("La Sacra Terra dal Fiume Sacro - il Reno"), dove si trasferì nel 1974. Una giovane studentessa tedesca chiamata Ilona Goebel lo ospitò, in un primo tempo a Oer-Erkenschwick, in seguito a Münster, in Vestfalia, dove l'artista trascorse il resto dei suoi anni.
Moondog tornò brevemente in America nel 1989, per un tributo in cui Philip Glass gli chiese di dirigere la Brooklyn Philharmonic Chamber Orchestra, al New Music America Festival a Brooklyn, contribuendo certamente a stimolare un rinnovato interesse per la sua musica.
Moondog incise infatti molti altri album, e compì diverse tournée in Europa -Francia, Germania e Svezia- e negli stessi Stati Uniti.

## Stile musicale
La stravagante musica di Moondog è un jazz minimalista, tonale e sinfonico costituito prevalentemente da temi modali che vengono estesi grazie a sofisticate tecniche di contrappunto. Fa spesso affidamento su piccole orchestre di archi e percussioni accompagnando qualche volta le sue composizioni con voci e suoni d'ambiente registrati. Secondo le parole di Tom Moon:
Fra le fonti di ispirazione dell'artista vi sono i canti dei nativi americani, da cui riprende i ritmi e varie espressioni di musica cerimoniale di più parti del mondo. Questo stile, spesso etichettato come sperimentale, ha spinto molti a considerarlo un antesignano della musica minimalista, nonché della world music e del postmodernismo. Viene anche citato fra gli esponenti della new age e di varie espressioni di musica colta orchestrale.

## Discografia

### Album
- 1953 - Moondog and His Friends
- 1956 - Moondog
- 1956 - More Moondog
- 1957 - The Story of Moondog
- 1957 - Tell It Again (con Julie Andrews)
- 1969 - Moondog
- 1971 - Moondog 2
- 1977 - Moondog in Europe
- 1978 - H'art Songs
- 1978 - Moondog: Instrumental Music by Louis Hardin
- 1979 - A New Sound of an Old Instrument
- 1981 - Facets
- 1986 - Bracelli
- 1992 - Elpmas
- 1995 - Big Band
- 1996 - To a Grain of Rice
- 1997 - Sax Pax for a Sax(con la London Saxophonic)
- 2005 - Bracelli und Moondog

### Raccolte
- 1991 - More Moondog/The Story of Moondog
- 2001 - Moondog/Moondog 2
- 2005 - The German Years 1977-1999
- 2006 - Rare Material

### EP
- 1953 - Improvisations at a Jazz Concert
- 1953 - Moondog on the Streets of New York
- 1953 - Pastoral Suite / Surf Session
- 1955 - Moondog & His Honking Geese Playing Moondog's Music

### Singoli
- 1950 - Snaketimes Rhythm
- 1950 - Moondog's Symphony
- 1950 - Organ Rounds
- 1950 - Oboe Rounds
- 1953 - Surf Session
- 1956 - Caribea Sextet/Oo Debut
- 1970 - Stamping Ground Theme

### Partecipazioni
- 1954 - AA.VV. New York 19
- 1954 - AA.VV. Music in the Streets
- 1958 - AA.VV. Rosey 4 Blocks
- 1970 - AA.VV. Fill Your Head With Rock
- 1998 - AA.VV. The Big Lebowski
- 1998 - AA.VV. Fsuk vol. 3: The Future Sound of the United Kingdom
- 2000 - AA.VV. Miniatures 2
- 2006 - AA.VV. DJ Kicks
- 2008 - AA.VV. Pineapple Express

## Citazioni e omaggi
Moondog ha ispirato una schiera d'artisti - molti pezzi di altri musicisti sono dedicati a lui. 
- Moondog dei Pentangle (dall'album del 1968 Sweet Child).
- Moondog di DJ Scotch Egg (dall'album Scotchhausen).
- Spear for Moondog (parts I and II) dell'organista jazz/funky Jimmy McGriff (dal suo album Electric Funk, del 1968).
- Il gruppo pop Prefab Sprout incluse la canzone intitolata Moondog nell'album Jordan: The Comeback, pubblicato nel 1990 come tributo a Hardin.
- Il gruppo Big Brother and the Holding Company, capitanato da Janis Joplin, eseguì una cover del brano All is loneliness nel loro album del 1967 Big Brother and the Holding Company.
- Rifacendosi all'adattamento di Janis Joplin i Motorpsycho, affermato gruppo alternative rock norvegese, pubblicarono una cover del brano All is loneliness nel loro secondo album Demon Box del 1993.
- Nel 2005 è stato pubblicato l'album tributo Un hommage à Moondog dall'etichetta discografica TtrAce.
- I My Morning Jacket eseguirono spesso la sua Bird's Lament come pezzo d'apertura durante la tournée del 2008.
- Il suo Stamping Ground Theme è presente nel repertorio della colonna sonora de Il grande Lebowski, cult-movie degli anni novanta.